# 高泉 (佛罗里达州)
高泉（英語：High Springs），是美国佛罗里达州下属的一座城市。建立于1892年。面积约为47.9平方公里（约合18.5平方英里）。根据2010年美国人口普查，该市有人口5,350人。论人口在本州排行第209。